# Micrurus laticollaris
Micrurus laticollaris (двокомірцевий кораловий аспід) — вид отруйних змій родини аспідових (Elapidae). Ендемік Мексики.

## Підвиди
Виділяють два підвиди:
- Micrurus laticollaris laticollaris (Peters, 1870);
- Micrurus laticollaris maculirostris Roze, 1967.

## Поширення і екологія
Двокомірцеві коралові аспіди мешкають на низьких і середніх висотах в басейнах річок Бальсас і Тепалькатепек в Мічоакані, Герреро і Халіско, а також у прибережних передгір'ях в штатах Коліма і Халіско на північному заході. Вони живуть в тропічних листяних лісах, дубових лісах і сухих чагарникових лісах, на висоті від 300 до 1800 м над рівнем моря.